# Andrea Ballarini
Andrea Ballarini (Milano, 13 agosto 1961 – Roma, 24 febbraio 2019) è stato uno scrittore, pubblicitario, copywriter, giornalista italiano.

## Biografia
Nato a Milano, ha studiato giurisprudenza senza laurearsi. Trasferitosi a Roma, ha lavorato per molti anni come pubblicitario. Ha collaborato al quotidiano Il Foglio nelle rubriche “Manuale di conversazione” e “Shottini”.
Ha scritto romanzi, gialli e storici, e libri di varia. A ciò ha affiancato l'organizzazione di eventi letterari al BeaCafé di Roma.

## Opere

### Romanzi
- Giallo Viola - Casanova, il cinema e l’amore, Lupetti Editore (2003)
- Il trionfo dell’asino, Del Vecchio Editore (2009)
- Il male degli ardenti, Del Vecchio Editore (2012)
- Viola nel Bordeaux, Gedi, allegato al quotidiano la Repubblica, (2018)

### Varia
- Chi massaggia il manzo di Kobe, Dalai Editore (2011)
- Come difendersi dalla suocera... evitando condanne penali, (2011)
- Fenomenologia del cialtrone. Come riconoscere i buoni a nulla capaci di tutto, Laterza (2013, 2019)
- Il codice creativo. Come passare dall'interpretazione dei dati alla condivisione dei significati senza perdere il sonno, con Sandro Volpe, Branded Entertainment & Arts, (2015)